# Too Much Monkey Business
«Too Much Monkey Business» — песня американского музыканта Чака Берри, записанная им 16 апреля 1956 года в чикагской студии Chess Records. Вышла на сингле в сентябре того же года, позже была включена в его долгоиграющий альбом After School Session (1957). Сингл с песней занял 4-е место в категории «ритм-н-блюз» журнала «Биллборд»

## Другие исполнения
Эту песню также записывали The Kinks (1964), The Hollies (1964), The Yardbirds (1964), Элвис Пресли (1968), Эрик Клэптон (1984), Restless (1997) и многие другие исполнители. The Yardbirds исполняли её на своих концертах в знаменитом Marquee Club, эта запись вошла в их первый альбом Five Live Yardbirds. The Beatles исполняли «Too Much Monkey Business» на своих ранних концертах, а также на радиопередачах; запись 3 сентября 1963 года для передачи «BBC Light Programme Pop Go the Beatles» была включена в сборник Live at the BBC (1994).